# Brudno (jezioro)
Brudno – eutroficzne jezioro w Polsce, w województwie lubelskim, w powiecie włodawskim, w gminie Wola Uhruska.

## Położenie
Akwen położony jest na zachód od wsi Zbereże, 15 kilometrów na południe od Włodawy, na Pojezierzu Łęczyńsko-Włodawskim, w obrębie Sobiborskiego Parku Krajobrazowego (bezpośrednio przy jego wschodniej granicy) i rezerwatu przyrody Trzy Jeziora (w bliskości znajdują się jeziora Płotycze i Brudzieniec – to drugie w obrębie rezerwatu przyrody Brudzieniec).

## Dane morfometryczne
Akwen ma powierzchnię 42 hektarów, największą głębokość 2,5 metra (średnią: półtora metra) i obszar zlewni – 805,9 hektara. Odczyn pH wody wynosi 8,3. 

## Nazwa
Nazwa akwenu pochodzi od przebiegającej tędy ścieżki (droga brudna, przy przechodzeniu którą można się wybrudzić).

## Przyroda
Otoczenie jeziora stanowią zespoły roślinne o dużym stopniu naturalności: wodne, bagienne, torfowiskowe i leśne. Występują tu rzadkie i chronione gatunki roślin. W akwenie występują zespoły roślin z klas Lemnetea minoris oraz Potamogetonetea. W dużym stopniu są to jednogatunkowe skupienia powiązane z głębokimi na około półtora metra wodami eutroficznymi. W partiach brzeżnych akwenu przechodzą one w zbiorowiska klasy Phragmitetea (trzcinowiska, oczerety i turzycowiska). W ich obrębie największą powierzchnię zajmuje szuwar turzycy sztywnej Caricetum elatae, uzupełniany przez dziewiętnaście innych zespołów roślinnych. W jeziorze stwierdzono fitoplankton zdominowany przez zielenice, w tym zwłaszcza jeden gatunek należący do rodzaju zawłotnia.
Na obrzeżach jeziora udokumentowano torfowiska przejściowe z zespołami Rhynchosporetum albae, Caricetum limosae, Caricetum diandrae i Caricetum lasiocarpae w miejscach najbardziej zakwaszonych i podtopionych. Występuje tam zwarty kobierzec torfowców z udziałem torfowca magellańskiego, torfowca spiczastolistnego, torfowca ostrolistnego, torfowca błotnego i torfowca nastroszonego. Miejsca bardziej przesuszone porasta zespół Carici-Agrostietum caninae. Jezioro otaczają bory porastające gleby bielicowe wytworzone na bazie piasków słabogliniastych i luźnych. Nad jeziorem wykształcają się także olszyny bagienne (Carici elongate-Alnetum).
W początku lat 70. XX wieku oznaczono w wodach jeziora pojedyncze osobniki jezierzy morskiej. Występowały tam też grzybienie północne i przetacznik błotny. Badania geobotaniczne prowadzono również w latach 1982 i 1987 (m.in. prof. Dominik Fijałkowski).
W latach 90. XX wieku postulowano utworzenie rezerwatu przyrody Brudno. W 1996 roku powstał rezerwat Trzy Jeziora, na obszarze którego znalazło się Brudno.